# 松山火力発電所
松山火力発電所（まつやまかりょくはつでんしょ、中国語: 松山火力發電廠）は、台北市松山区にあった火力発電所。撫遠街沿いに建設され、裏手には基隆河が流れていた。台湾における初の火力発電所であった。

## 沿革
日本統治時代は台湾電力株式会社に属し、台北州七星郡松山庄旧里族に位置した。
1928年末に起工し、1930年2月に竣工した。1946年5月1日に台湾電力公司の運営となった。1970年10月に廃止。